# Józsi Jenő Tersánszky
Józsi Jenő Tersánszky (n. 12 septembrie 1888, Baia Mare, Austro-Ungaria – d. 12 iunie 1969, Budapesta, Republica Populară Ungară) a fost un scriitor și dramaturg maghiar.

## Viața și activitatea literară
Tersánszky Józsi Jenő a fost o personalitate proeminentă a prozei maghiare din secolul XX. S-a născut în data de 12 septembrie 1888, în Baia Mare, Austro-Ungaria (astăzi în România), ca primul copil al unei familii burgheze din Baia Mare. Copilăria sa este marcată de anturajul lumii artistice din jurul lui Simon Hollósy - fondatorul școlii de pictură din orașul natal, lume cu care tatăl său întreținea legături strânse, fiind unul din susținătorii locali ai mișcării artistice din oraș. Sub influența pictorilor din colonia de artiști de la Baia Mare, unde avea să activeze ca ucenic, tânărul Tersánszky se pregătea să devină pictor, dar la presiunile tatălui său este nevoit să renunțe în favoarea carierei de notar După absolvirea liceului în Baia Mare, devine practicant la un birou notarial din Szapáryfalva. Reîntors la Baia Mare în 1907, timp de un an se ocupă de jurisprudență în calitate de practicant, apoi se înscrie la Academia de Drept din Eperjes.
Plănuia să-și continue studiile la Facultatea de Drept a Universității din Budapesta, dar în cele din urmă, banii strânși pentru taxa de școlarizare îi cheltuie prin localuri, astfel că este nevoit să se angajeze ca ajutor de muncitor. Prima nuvelă din cariera sa, Csöndes emberek (Oameni tăcuți) o scrie tot din nevoia de a-și ameliora situația materială. Talentul tânărului Tersánszky este remarcat de Ernő Osvát. Mulțumită acestuia, poate publica în februarie 1910 în prestigioasa revistă literară Nyugat (Occident) prima scriere cu titlul Firona. În 1911 colecția Nyugat Könyvtár (Biblioteca Occident) editează primul volum de nuvele al lui Tersánszky. Caracterul ușor boem al autorului, care i se manifestă chiar din prima tinerețe avea să-l însoțească toată viața sa lungă, cauzându-i dificultăți în anumite momente ale existenței.
În Primul Război Mondial participă ca voluntar și este trimis pe frontul italian, unde în 1918 cade prizonier. După eliberarea din prizonierat în 1919, se întoarce la Budapesta, unde în scurt timp publică romanul Viszontlátásra, drága... (La revedere, dragă...), în care descrie propriile sale experiențe de pe front. Romanul scris încă în 1916, adăugit și revizuit în anul editării, este considerat de critica de specialitate o creație remarcabilă a scrierilor antirăzboi din literatura maghiară, fiind totodată consacrarea autorului ca scriitor de prim rang
Încă din 1918 îi sunt publicate operele alese, însă cu toate aceste succese literare situația materială nu i se îmbunătățește, în mare parte și din cauza modului său de viață risipitor. În perioada Republicii Sovietice Ungare manifestă o simpatie fățișă față de aceasta, iar după căderea ei nutrește o admirație nedisimulată pentru ideologia comunistă, motive pentru care în anii regimului Horthy a fost ținta nenumăratelor atacuri din partea confraților cu convingeri de dreapta. La începutul anilor douăzeci privațiunile vieții cotidiene îi cauzează o stare depresivă, în urma căruia are o tentativă de suicid: la 16 iunie 1921 se aruncă în Dunăre de pe podul Elisabeta, fiind însă salvat de trecători.
În a doua parte a anului are loc o consolidare într-o oarecare măsură a situației lui: se căsătorește cu Sári Molnár, „Nyugat” îi publică în foileton romanul Rossz szomszédok (Vecini răi), apoi din iulie 1922 devine colaborator intern al revistei.
Încep să apară una după alta un număr însemnat de romane, printre care și Kakuk Marci ifjúsága (Tinerețea lui Mărtinaș Cucu), prima parte din opera sa fundamentală, ciclul de romane Kakuk Marci(Mărtinaș Cucu). Personajul principal din ciclu este un vagabond cu o existență aventuroasă, aflat la periferia unei societăți intrate în faza formării burgheziei, în care el devine un „neică nimeni”. Autorul, fără să-și idealizeze personajul, vede la el atât defectele, neajunsurile modului său de viață, cât și individualitatea, calitățile umane, dar mai ales aspirațiile sale pentru autorealizare, ce rămân firește doar simple dorințe neîmplinite. Scris într-o tonalitate dulce-amară, în roman se descoperă lumea pestriță de la sfârșitul secolului al 19-lea din orașul Baia Mare și împrejurimile sale, perioadă în care mica localitate minieră începe să treacă prin etapele traumatizante ale formării burgheziei și disoluției comunităților tradiționale. Stilul abordat este anecdotic-umoristic cu dese răsturnări de situații, aspect care, probabil s-a aflat la baza imensul succes de care sa bucurat romanul încă de la apariție.

## Opere literare
- 1910 Firona (Firona)-nuvelă
- 1912 A tavasz napja sütötte (În bătaia soarelui de primăvară)
- 1916 Viszontlátásra drága... (La revedere dragă...)-roman
- 1918 A kék gondviselés, amelyről csak egy bizonyos
- 1918 Kísérletek,Ifjúság (Experimente, tinerețe)-volum de nuvele
- 1922 Kakuk Marci ifjúsága (Tinerețea lui Mărtinaș Cuc)-roman
- 1922 A két zöld ász (Doi ași de treflă)-roman
- 1922 A Sámsonok (Samsonii)
- 1923 A repülő család (Familia zburătoare)
- 1924 A céda és a szűz (Madama și virgina)
- 1924 Jámbor Óska (Blândul Óska)
- 1924 Mike Pál emlékei (Amintirile lui Paul Mike)
- 1925 A havasi selyemfiú (Belami din munți)
- 1928 Az őrült szerelme (Dragostea nebunului)
- 1928 Igazi regény (Roman adevărat)-volum de scrieri autobiografice
- 1929 A margarétás dal (Melodie cu margarete)-roman
- 1930 A nevelőkisasszony (Domnișoara guvernantă)-roman
- 1932 Az elveszett notesz (Agenda pierdută)
- 1932 A veszedelmes napló (Jurnal periculos)
- 1933 Mesék a kerékpárról (Povești despre bicicletă)
- 1933 Rózsika (Rozica)
- 1933 Az amerikai örökség (Moștenirea americană)
- 1934 Kakuk Marci a zendülők közt (Mărtinaș Cuc printre rebeli)
- 1934 Az Óbudai tánciskola (Școala de dans din Óbuda)
- 1934 Szerenád (Serenadă)
- 1935 Kakuk Marci vadászkalandjai (Peripețiile de vânătoare ale lui Mărtinaș Cuc)
- 1936 Kakuk Marci szerencséje (Norocul lui Mărtinaș Cuc)
- 1936 Legenda a nyúlpaprikásról (Legendă despre papricașul de iepure)
- 1937 Kakuk Marci kortesúton (Mărtinaș Cuc în campanie electorală)
- 1937 A szerelmes csóka (Cioara amorezată)
- 1938 A magyarok története (Istoria maghiarilor)
- 1938 Majomszőrpárna (Perna cu păr de maimuță)
- 1938 A vezérbika emlékiratai (Memoriile unui taur comunal)
- 1939 Mese a buta nyúlról (Povestea unui iepure tâmp)
- 1940 Az én fiam! (Băiatul meu!)
- 1941 Annuska (Anica)
- 1941 Az ékköves melltű (Broșa cu nestemate)
- 1941 Okos és oktondi (Deștept și bleg)
- 1941 A bátor nyírőlegény
- 1941 Az amerikai örökség
- 1942 Az átok (Blestemul)
- 1942 Forradalom a jég között (Revoluție între ghețuri)
- 1942 A gyilkos (Ucigașul)
- 1942 Pimpi, a csíz és egyéb elbeszélések
- 1942 Selyemfiú - ügyetlen fráter (Belami-nepricopsitul)
- 1942 A vén kandúr (Motanul moșneag)
- 1943 Az élet titka (Secretul vieții)
- 1943 Az elnök úr inasévei (Anii de ucenicie a domnului președinte)
- 1943 Szerelmi bonyodalom (Complicații de amor)
- 1943 Tíz taktus története (Povestea celor zece tacte)
- 1943 "Vadregény" („Roman sălbatec”)
- 1944 Kaland a villában (Aventura la vilă)
- 1944 Új legenda (Noua legendă)
- 1947 Én fogom az aranyhalat (Io-s pescarul de peștișor de aur)
- 1947 A félbolond (Aproape-nebun)
- 1948 Sziget a Dunán (Isulă pe Dunăre)
- 1948 Egy ceruza története (Povestea unui creion)
- 1949 Egy kézikocsi története (Povestea unei ricșe)
- 1953 A harmadik fiú (Al treilea fecior)
- 1953 Misi mókus kalandjai (Aventurile veveriței Miși)                               http://mek.oszk.hu/01000/01095/
- 1954 A gyomorerősítő (Leacul pentru stomac)
- 1954 A síró babák (Păpușile bocitoare)
- 1955 Egy biciklifék története (Povestea unei frâne de bicicletă)
- 1955 A vándor (Hoinarul)
- 1956 Makk Marci hőstette (Eroismul lui Mărtinaș Ghindă)
- 1956 A vén kandúr (Motanul moșneag)
- 1957 Kacor Dani csínyjei (Matrapazlâcurile lui Dani Kacor)
- 1958 Illatos levélkék (Bilețele parfumate)
- 1962 Nagy árnyakról bizalmasan (Vorbe de taină despre mari umbre)
- 1963 Rekőttes (Redospit)
- 1968 Életem regényei (Romanele vieții mele)-scrieri autobiografice

## Studii critice și recenzii asupra operei
- Ady Endre: „Viszontlátásra, drága…” publicat în „Nyugat”, 1916. și A. E.: „Publicisztikai írások” (Scrieri publicistice) 3. Budapesta. 1977. Szépirodalmi Könyvkiadó (Editura pentru Literatură).
- Schöpflin Aladár: „Kísérletek, ifjúság” (Experiențe,tineret).în „Nyugat”, 1918.
- Móricz Zsigmond: „Tersánszky”. în „Nyugat”, 1922. și M. Zs.: „Tanulmányok I.” (Studii I.) Budapesta. 1978. Szépirodalmi Könyvkiadó (Editura pentru Literatură).
- Nagy Endre: Képeskönyv Kabaré (Cabaretul cu ilustrate). în „Nyugat”, 1932.
- Németh László: „A margarétás dal; Kakuk Marci a zendülők közt” ( Melodia cu margarete;Mărtinaș Cucu printre rebeli). și N. L.: Két nemzedék (Două generații). Budapesta. 1969. Szépirodalmi Könyvkiadó(Editura pentru Literatură).
- Illés Endre: A puszpángsíp mestere. = I. E.: Krétarajzok. Budapest. 1970. Magvető Könyvkiadó.
- Kenyeres Imre: „Új realizmus” (Noul realism). în revista „Sorsunk”(Destinul nostru),1947.
- Szalay Károly: „Tersánszky Józsi Jenő novelláiról”(Despre nuvelele lui Józsi Jenő Tersánszky. în „Irodalomtörténet” (Revista de istorie literară), 1961.
- Bodnár György: „Kakuk Marci igazsága” (Dreptatea lui Mărtinaș Cuc) și B. Gy.: Törvénykeresők (Căutători de legi). Budapesta. 1976. „Szépirodalmi Könyvkiadó”(Editura pentru Literatură).
- Pók Lajos: Nagy árnyakról bizalmasan. în revista „Kortárs”(Contemporanul), 1963.
- Déry Tibor: Tersánszkyról. = D. T.: Botladozás I. Budapest. 1978. Szépirodalmi Könyvkiadó.
- Angyalosi Gergely: Kakuk Marci, a pícaro és a buddhista. = Hungarológiai Közlemények(Comunicări de hungarologie), [Novi Sad, Iugoslavia]nr. 82–83.1990. [martie-iunie]
- Bori Imre: Műfaja: a vallomás. (A céda és a szűz ürügyén.) = Hungarológiai Közlemények, [Novi Sad, Iugoslavia] nr. 82–83.1990. [martie-iunie]
- Sányi Erzsébet: A „regényes szívügy” metanyelve. = Hungarológiai Közlemények, [Novi Sad, Iugoslavia] 82–83. sz. 1990. [martie–iunie]
- Dérczy Péter: Az elbeszélő hagyomány átalakítása.(Metamorfozarea tradiției narative) = Hungarológiai Közlemények(Comunicări de hungarologie), [Novi Sad, Iugoslavia]  nr.82–83.1990. [martie–iunie]
- Gerold László: Csoda és valóság(Miracol și realitate).în Hungarológiai Közlemények(Comunicări de hungarologie), [Novi Sad, Iugosilavia] 82–83. sz. 1990. [martie–iunie]
- Harkai Vass Éva: Elbeszélő eljárások Tersánszky regényeiben. (Procedee narative în romanele lui Tersánszky) în Hungarológiai Közlemények (Comunicări de hungarologie), [Novi Sad, Iugoslavia] nr. 82–83. 1990. [martie–iunie]
- Juhász Erzsébet: A ceruza mint a cselekményszövés kettős eszköze. = Hungarológiai Közlemények, [Novi Sad, Jugoszlávia] 82–83. sz. 1990. [március–június]
- Kulcsár Szabó Ernő: A literarizált eszköztelenség. = Hungarológiai Közlemények, [Novi Sad, Jugoszlávia] 82–83. sz. 1990. [március–június]
- Pomogáts Béla: Vadregény. (Jegyzetek Tersánszky irodalomfelfogásához.) = Hungarológiai Közlemények, [Novi Sad, Jugoszlávia] 82–83. sz. 1990. [március–június]
- Thomka Beáta: Tersánszky elbeszélő formái. = Hungarológiai Közlemények, [Novi Sad, Jugoszlávia] 82–83. sz. 1990. [március–június]
- Utasi Csaba: Viszontlátásra, drága… = Hungarológiai Közlemények, [Novi Sad, Jugoszlávia] 82–83. sz. 1990. [március–június]
- Cseres Tibor: Józsi Jenő és a nők.(Józsi Jenő și femeile) în Extra Vasárnap (Extra duminică), 1992.